# Ljalja Kuzněcovová

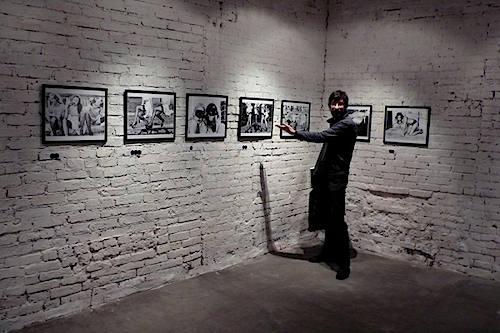
Galerie Pobeda v Moskvě, se kterou Ljalja Kuzněcovová spolupracuje

Ljalja Kuzněcovová (rusky: Ляля Кузнецова) (* 4. srpna 1946, Oral, Kazachstán) je současná ruská novinářská fotografka, držitelka mezinárodních ocenění a členka fotografického sdružení Tasma.

## Život a dílo
Narodila se v roce 1946 ve městě Oral v Kazachstánu. Vystudovala Tupolovovu Kazaňskou Státní technickou univerzitu, obor letectví. Pracovala jako inženýrka a na konci sedmdesátých se začala věnovat fotografii. Od roku 1978 pracovala jako fotografka pro státní muzeum umění v Kazani.
Podílí se na setkání fotografů v Litvě a na konci sedmdesátých let vstoupila do Svazu litevských fotografů. Na začátku let osmdesátých začala pracovat v novinách Večerní Kazaň a řešila problémy současné módy. Od té doby se považuje za fotografku na volné noze, pracuje například na zakázkách pro Dům módy v Tartarii.
| „                    | Fotograf hledá svůj obrázek. A když ho najde, řekne: Ano, okey, ten je můj! A to je to cvaknutí, které jde ze srdce. Vždy jsem věděla, když jsem vyvolala film, který snímek si mne našel. Již Henri Cartier-Bresson hovořil o tom, že je třeba vidět souvislosti v tom, že co se děje venku, to se děje i uvnitř Vás. Vyzkoušela jsem si to na sobě a mohu potvrdit – zrovna tak to chodí. | “ |
| — Ljalja Kuzněcovová | |   |

Je členkou legendárního fotografického sdružení „Tasma“.
Od poloviny 80. let byly její práce vystavovány a publikovány v Evropě a ve Spojených státech, včetně Galerie umění The Corcoran ve Washingtonu.
V roce 1996 se zúčastnila festivalu Interfoto v Moskvě.

## Romové
Na konci sedmdesátých let Kuzněcovová fotografovala poslední cikánské tábory v SSSR (v Turkmenistánu), později Cikánská série pokračovala ve stepích Oděsy:
| „                    | Když někdo říká, že opěvuji svobodný život Romů, nebo cosi v tomto smyslu, přemýšlím: fotografie, kterou člověk dělá, je zčásti jeho autoportrétem. Když jsem si osvojila fotoaparát, jak funguje film a jak se zvětšuje, začala jsem se poohlížet po snímcích blízkých mému srdci. Samozřejmě, nebojovala jsem za práva Romů, prostě jsem pochopila, že Romové jsou v naší společnosti zbaveni mnohých práv. Jsou to většinou lidé, kteří jdou k horizontu, a ten horizont jde od nich. | “ |
| — Ljalja Kuzněcovová | |   |

## Publikace
- Ljalja Kuznetsova: Shaking the Dust of Ages: Gypsies and Wanderers of the Central Asian Steppe, New York : Aperture, 1998, ISBN 0893816825
- Ljalja Kuznetsova: Gypsies: Free Spirits of the Open Steppe, London : Thames and Hudson, 1998, ISBN 9780500542200

### Publikace s díly Kuzněcovové
- Daniela Mrázková, Vladimír Remeš: Another Russia: Through the Eyes of the New Soviet Photographers, Londýn: Thames&Hudson, 1986, ISBN 0500274835
- Taneli Escola, Hannu Eerikainen: Toisinnakijat (Инаковидящие), Helsinki : SN-Kirjat, 1988
- Wiktor Misiano: Die zeitgenossische Photographie in der Sowjetunion, Curych : Edition Stemmle, 1988, ISBN 3723103766
- Say Cheese!: Soviet Photography 1968-1988, Paříž : Editions du Comptoir de la Photographie, 1988
- Changing Reality: recent Soviet photography, Starwood Publishing, Inc. 1991, ISBN 0912347775
- Litsa: Contemporary Portrait Photography from Russia, Byelorussia and Ukraine, Аmsterdam : Foundation CIRC, 1992, ISBN 9090051856

## Výstavy
- 2008 Pobeda Gallery , VINZAVOD Center for Contemporary Art, Moscow
- 2010 "Road" Gallery "Meglinskaya" , WINZAVOD Center for Contemporary Art, Moscow [3]
- 2010 "Road" exhibition hall of the Fine Arts Museum. Kazan [4]
- 2011 "Road", Museum of Local Lore, Novosibirsk [5]